# Адон, Пилар
Пилар Адо́н (исп. Pilar Adón; род. 12 октября 1971, Мадрид) — испанская писательница.

## Биография
Окончила юридический факультет университета Комплутенсе. Публикует стихи и прозу в испанской периодике и крупнейших, наиболее представительных антологиях. Переводчик англоязычной словесности XIX—XX веков.

## Творчество
Среди новеллистов, которые на неё повлияли, писательница называет Чехова, Сэлинджера, Кэтрин Мэнсфилд, Вирджинию Вулф, Пола Боулза, Джин Рис (). Стихи и проза Адон переведены на английский, французский, немецкий, сербский, корейский и др. языки.

## Книги

### Романы
- El hombre de espaldas, Opera Prima Editorial, 1999 (премия Ópera Prima Nuevos Narradores)
- Дочери Сары/ Las hijas de Sara. Alianza Editorial, 2003 (карманное переизд. — 2007)

### Рассказы
- Невинные путешествия/ Viajes inocentes. Editorial Páginas de Espuma, 2005 (премия Национального радио Испании Критический глаз)
- Самый жестокий месяц/ El mes más cruel. Editorial Impedimenta, 2010 (премия Nuevo Talento Fnac, финалист премий Setenil и Tigre Juan)

### Стихи
- Alimento, C.E.L.Y.A., 2001
- Con nubes y animales y fantasmas. EH Editores, 2006
- De la mano iremos al bosque. Ediciones del 4 de agosto, 2010
- La hija del cazador. La Bella Varsovia, 2011
- Anónimo 2.0, Ayuntamiento de Córdoba, 2012 (в соавторстве)

### Переводы
Переводила прозу Кристины Россетти, Генри Джеймса, Эдит Уортон, Пенелопы Фитцджеральд и др.